# 지안나 시몬

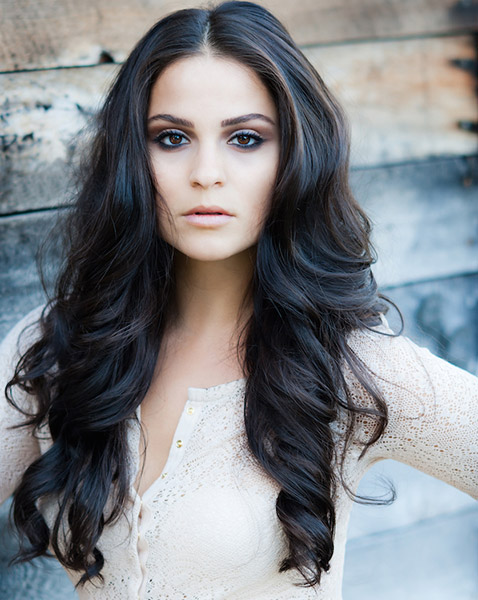

지안나 시몬(Gianna Simone, 1989년 12월 22일 ~ )은 미국의 배우, 텔레비전 배우, 영화배우, 모델, 영화 프로듀서이다.
보스턴에서 태어났다.

## 영화
- 언브로큰: 패스 투 리뎀션 (2018년)